# 소그노
소그노(이탈리아어: SOGNO)는 여성가족부형 예비 사회적기업이자 유튜브 채널이었다. 
숙명대학교 한국어문학부 학회 '라온'에서 제작한 ‘세상에 나쁜 애는 없다’라는 웹시트콤을 촬영하던 학우들이 모여서 만들어졌다. 
넓고 건강한 공론장 형성을 위해 만들어진 여성 미디어 단체를 지향했다.
소그노는 이탈리아어로 꿈이라는 뜻의 단어 'sogno'에서 따왔다.

## 개요
주 구독자층 98%가 여성이고, 주 시청 연령대는 18~24세였다.
유튜브 최초 여성 웹예능인 '뉴토피아'를 기획해 제작한 뒤 채널 개설 2년간 1만여 명을 맴돌던 구독자 수가 8만 6천 명으로 급등했다.
2022년, 김은하와 허휘수를 제외한 멤버가 모두 탈퇴한 후 소그노는 해체 수순을 밟았다. 이후 소그노 명의로 만든 영상을 대부분 내리고, 유튜브 채널명을 '김은하와 허휘수'로 변경했다.

### 연혁
- 2017년 '소그노필름' 결성
- 2019년, 여성가족부형 예비 사회적기업으로 지정[3]
- 2022년, 소그노 해체

## 멤버 (해체 직전 기준)
김은하(우나), 권현지, 송채림, 이혜지, 허휘수(휘슬), 김현주